# نحن جميعا معا (فلم)
نحن جميعاً معاً (بالفارسية: ما همه با هم هستیم) فيلم كوميدي إيراني. ترتيب الفيلم كفيلم روائي هو التاسع عشر ضمن أعمال المخرج كمال تبريزي. يعد الفيلم أول تعاون مشترك بين محمد رضا جولزار وليلى حاتمي ومهران غفوريان وبيجامان جامشيدي وجورج سايروس. مع وجود العديد من الممثلين المشهورين في الفيلم إلا أنه أحد أكثر الأفلام تكلفة خلال السنوات الأخيرة في السينما الإيرانية.

## فريق التمثيل
- مهران موديري
- محمد رضا كلزار
- ليلى حاتمي
- ماني حقيقي
- هانية توسلي
- جواد عزتي
- سروش سيهات
- رضا ناجي
- ويشكا آسايش
- بجمان جمشيدي
- مهران غفوريان
- حسن المجوني
- شبتيم عريفي
- هوتان شكيبة
- محمد رضا توكلي
- غزالة وكيلي

## روابط خارجية
- مقالات تستعمل روابط فنية بلا صلة مع ويكي بيانات